# Катастрофа A310 в Хартуме
Катастрофа A310 в Хартуме — авиационная катастрофа, произошедшая во вторник 10 июня 2008 года в аэропорту Хартум, когда Airbus A310-324 авиакомпании Sudan Airways при посадке выкатился за пределы взлётно-посадочной полосы и загорелся, погибли 30 человек.

## Самолёт
Airbus A310-324 с заводским номером 548 выпущен в 1990 году и 23 августа совершил первый полёт. На время тестовых полётов носил бортовой номер F-WWCV. 22 октября в конфигурации F12C28Y143 передан авиакомпании Singapore Airlines и получил бортовой номер 9V-STU. 10 марта 2001 года авиалайнер продан компании Air India, переоборудован в конфигурацию C20Y181 и получил бортовой номер VT-EVF. 1 декабря 2007 года его приобрела Sudan Airways, бортовой номер сменился на ST-ATN. Последнюю проверку C самолёт проходил 26 марта 2007 года (в период работы в Air India), проводила его иорданская Jordan
Aircraft maintenance limited. В ходе проверки выявлено 41 замечание, в том числе утечки топлива на обеих плоскостях крыла в различных местах и пятна коррозии. Общая наработка авиалайнера по документам составляла 53 233 часов 37 минут и 21 524 цикла (посадки), в том числе 2011 часов 37 минут и 2039 циклов с момента проверки C.
На лайнере установлены два турбовентиляторных двигателя Pratt & Whitney PW4152-3. Левый двигатель (заводской номер — P724891) имел наработку 31 939 часов 47 минут, с момента установки на самолёт — 10 055 часов 47 минут и 4221 цикл. Правый двигатель (заводской номер — P724936) имел наработку 29 349 часов 47 минут, с момента установки на самолёт — 17 191 часов и 7242 цикла.

## Экипаж
- Командир воздушного судна — 60 лет, квалифицирован для полётов на B707, B737-200, A300-600, A310, DHC6, F27. Общий налёт 14 180 часов, 3088 из них на A310[3].
- Второй пилот — 50 лет, квалифицирован для полётов на PA-28-140/180, A300, A310, A320, B737, F27, FK MK 50. Общий налёт 9879 часов, 3347 из них на A310[3].

## Катастрофа
10 июня в 08:30, выполняя рейс из Каира, борт ST-ATN приземлился в аэропорту Хартум. В этот день реверс двигателя № 1 (левый) был отключён, что было сделано согласно установленным в компании процедурам. Далее самолёт принял новый экипаж, которому предстояло выполнить пассажирский рейс в Амман (Иордания) с промежуточной посадкой в Дамаске (Сирия) и обратно. Полёт до Аммана прошёл без замечаний, после чего экипаж начал выполнять обратный рейс SD109. Вылет из Дамаска в Хартум выполнен после обеда, на борту находились 11 членов экипажа и 203 пассажира. На подходе к Хартуму экипаж получил данные о неблагоприятных погодных условиях в аэропорту прибытия, поэтому решено следовать на запасной аэродром в Порт-Судан. В топливные баки были залиты 20 тонн авиакеросина A1.
Когда пришло сообщение об улучшении погоды в Хартуме, рейс 109 вылетел из Порт-Судана, стоянка длилась 1 час 15 минут. Заход на посадку в Хартуме выполнялся ночью, под управлением командира экипажа. Диспетчер дал разрешение на посадку на полосу 36, предупредив о поверхностном встречном ветре курсом 320° при скорости 7 узлов. 
По записям бортовых самописцев заход на посадку выполнялся по курсу 355° при полностью выпущенных закрылках. На высоте 800 футов был отключён автопилот. Приборная скорость составляла 140 узлов. В 20:25:07 на скорости относительно земли 155 узлов Аэробус приземлился на полосу 36 (длина 2980 метров) в 900 метрах от её входного торца. Экипаж перевёл рычаги обоих двигателей для развёртывания реверсов, при этом, по воспоминаниям пилотов, самолёт начало уводить в сторону, но он был выравнен. Несмотря на применение тормозов, авиалайнер не сумел остановиться в пределах полосы и через 32 секунды в 20:25:39 на скорости 93 узла он выкатился с неё, после чего в 20:26 - промчался по земле ещё 215 метров, прежде чем остановился.
После остановки с правой стороны возник пожар, поэтому эвакуация проводилась с левой стороны. Эвакуацию значительно затрудняло сильное задымление. В результате отравления дымом 29 пассажиров и 1 стюардесса погибли.

## Расследование
Расчётный посадочный вес самолёта составлял 120,9 тонн при центровке 26 %, что находилось в допустимых пределах.
При изучении документации за предыдущие полёты установлено, что 22 апреля 2008 года после посадки реверс левого двигателя обнаружен заклинившим в развёрнутом положении. После замены привода двигатель работал нормально до 9 июня, после чего неисправность повторилась. В связи с этим до замены привода реверс левого двигателя было решено отключить.
Как показало изучение метеорологических данных, передаваемая диспетчером информация о встречном ветре курсом 320° при скорости 7 узлов была за 19:30. тогда как по данным METAR за 20:30, ветер был курсом 180° при скорости 12 узлов, то есть сменился на попутный.
Пожар с правой стороны возник после остановки и происходил между крылом и правым двигателем. Эвакуация с левой стороны проводилась по решению командира, но так как хвост самолёта оказался очень высоко над землёй, то это исключило эвакуацию через заднюю левую дверь. Проведённые беседы с бортпроводниками показали, что во время эвакуации они плохо взаимодействовали между собой и не использовали защитное оборудование. Они не проинформировали должным образом пассажиров о действиях при эвакуации и допустили, что пассажиры брали с собой ручную кладь, что приводило к задержке эвакуации.

### Анализ
Самолёт в этот день выполнял полёт с одним недействующим реверсом тяги, отключённым накануне. По перечню минимального оборудования, такая эксплуатация допускалась в течение не более 15 дней. Во время выполнения рейса из Аммана экипаж выполнил посадку на запасном аэродроме в Порт-Судане, что было вызвано штормовой погодой в Хартуме. После стоянки 1 час 15 минут рейс 109 вылетел в Хартум. В зоне ожидания, со слов командира экипажа, лайнер находился в течение 30 минут. При этом экипаж получил данные о погоде за 19:00 и 19:30, согласно которым дул северный ветер, поэтому была выбрана полоса 36. Давая указания по выполнению посадки, диспетчер предупредил, что полоса покрыта водой.
При посадке приборная скорость составляла 140 узлов, тогда как относительно земли — 155 узлов. Экипаж словно не заметил, что фактически ветер сменился на попутный. В результате, выполняя мягкую посадку, самолёт коснулся полосы в 850—900 метрах от её входного торца. Из-за мокрого покрытия полосы тормоза оказались неэффективны. Несмотря на предупреждение диспетчера о мокрой полосе, капитан не стал применять автотормоза, хотя это настоятельно рекомендуется в РЛЭ. После касания экипаж почувствовал, что самолёт начало разворачивать вправо, так как реверс правого двигателя сперва было развернулся через 4 секунды после касания, но затем на 9-й секунде был отключён. После отключения реверса командир нажал на левую педаль, пытаясь отклонением руля направления и переднего шасси вернуть лайнер на осевую линию. Из-за высокой скорости с учётом небольшого угла отклонения руля направления это мера оказалась неэффективной. На скорости 87 узлов, спустя 32 секунды после касания, когда до конца полосы оставалось 80 метров, реверс левого двигателя был вновь задействован. Спустя 36 секунд после касания Airbus выкатился с полосы 36 на грунт и начал разрушаться.
Пожар возник между крылом и правым двигателем. Следов пожара на участке от конца полосы и до места остановки самолёта найдено не было. Однако несколько свидетелей указывали на огонь с правой стороны. Из этого следователи определили, что пожар мог возникнуть либо после остановки самолёта, либо после развёртывания реверса из-за утечки топлива. Утечка топлива не была вызвана разрывом крыла, но могла быть вызвана пробоем бака колебаниями крыла, наподобие тех, что нашли при проверке С, либо когда части посадочных огней, антенн или какие-либо другие части были брошены в крыло при работе реверса (Airbus рекомендует для предотвращения этого отключать реверс на низких скоростях).
Когда же возникло возгорание, пожарные службы не смогли своевременно ликвидировать его из-за неподготовленности и недостаточной численности персонала.

### Заключение
Выводы комиссии:
- Самолет был отправлен в Амман с нерабочим реверсом двигателя № 1.
- Командир пилотировал самолёт и выполнял заход на полосу 36.
- Экипаж получил разрешения для захода на посадку и посадку.
- Самолет был полностью настроен на посадку, проверки завершены.
- Диспетчер дал следующую последнюю информацию о ветре: 320°/7 узлов.
- Самолет на самом деле попал в попутный ветер (15 узлов).
- Диспетчер предупредил экипаж о мокром покрытии взлетно-посадочной полосы.
- Автотормоза не были задействованы.
- Точка касания находилась примерно в 900 метрах за входным торцом взлетно-посадочной полосы 36.
- Командир выполнил мягкую посадку, после чего перевёл оба рычага реверса тяги на создание максимальной обратной тяги, при этом реверс двигателя № 2 развернулся нормально, а реверс двигателя № 1 остался убранным.
- При приземлении спойлеры развернулись нормально, кроме спойлеров № 5.
- После применения реверса самолет начало заносить вправо.
- Через 10 секунд после касания рычаги обоих реверсов были убраны, а двигатели переведены в режим малого газа.
- С помощью раздельных тормозов командир вернул самолёт на осевую линию.
- Колеса оказались заблокированы после того, как командир отключил противоскольжение и приложил максимальное усилие на обе педали.
- Самолёт загорелся после остановки. В дальнейшем он разрушился от пожара.
- Большинство членов экипажа и пассажиров сумело выбраться через передний левый выход L1.
- Противопожарная служба не сумела оказать быстрые и эффективные действия по ликвидации пожара.
- Следствие не смогло найти доказательств, что технические проблемы самолёта могли способствовать происшествию.
- Курсо-глиссадная система полосы 36 не была откалибрована.

Причиной катастрофы, по мнению следователей, стала посадка с перерасходом длины (900 метров от начального торца) на мокрую скользкую взлётно-посадочную полосу без применения автотормозов и с одним нерабочим реверсом двигателя. Оставшегося запаса длины оказалось недостаточно для того, чтобы командир успел остановить самолёт до конца полосы. Сопутствующими факторами стала неверная информация о ветре, который в тот момент был попутным, а также то, что экипаж, не зная о попутном ветре, не знал скорость авиалайнера относительно земли.